# 박근혜 대통령 탄핵
박근혜 대통령 탄핵은 2016년 당시 대한민국의 대통령이었던 박근혜의 헌법에 위배되는 범죄 의혹(박근혜 정부의 최순실 등 민간인에 의한 국정농단 의혹 사건, 비선실세 의혹, 대기업 뇌물 의혹 등)을 사유로 대통령 박근혜에 대한 탄핵 소추를 발의해 헌법재판소에서 탄핵을 인용한 사건이다.
2016년 12월 9일 오후 4시 10분에 박근혜 대통령 탄핵소추안이 국회에서 가결되었다. 그리고 같은 날 오후 7시 03분에 박근혜 대통령은 국회로부터 탄핵 소추 의결서를 받는 동시에 헌법상 대통령 권한 행사가 정지되었다. 이로 인해 앞과 같은 시각부터 황교안 국무총리가 대통령 권한대행을 맡게 되었다.
2017년 3월 10일, 헌법재판소는 재판관 전원일치로 대통령 박근혜 탄핵 소추안을 인용해 박근혜는 대통령직에서 파면되었다. 현직 대통령에 대한 탄핵 인용은 이 결정이 처음이다.

## 배경

### 박근혜와 최태민 일가의 관계
박근혜 전 대통령은 부친 박정희 대통령 재임 당시부터 최태민 일가와 관련이 있었다.
정윤회는 최순실의 전 남편이며, 박근혜의 비선 실세로 보도되었다. 원래는 최순실과 결혼한 사이지만, 2014년 7월에 이혼했다. 2014년 3월 시사저널은 박지만이 '정윤회의 사주를 받은 정체불명의 사내'로부터 미행을 받았다고 주장했다고 보도했다. 2014년 4월 세월호 침몰 사고 당시 7시간동안 정윤회랑 박근혜 대통령이 만나고 있었다는 설이 제기되기도 했다. 2014년 1월 청와대 공직기강비서관실 행정관이었던 박관천은 정윤회가 비선실세라는 보고서를 작성해 이 문건이 2014년 11월 세계일보에 유출되는 사건이 있었다. 정윤회는 “하나라도 잘못이 있으면 감방에 가겠다”며 자신은 비선실세가 아니라고 억울함을 호소했다. 박관천은 수사 과정에서 "우리나라의 권력 서열이 어떻게 되는 줄 아느냐" "최순실 씨가 1위, 정씨(정윤회)가 2위이며 박근혜 대통령은 3위"라고 주장을 하였다.

### 미르재단, 케이스포츠재단 논란
2016년 7월 26일과 8월 2일 TV조선은 재벌의 기부금으로 세워진 미르재단과 K스포츠재단 모금과정에 청와대가 개입했다는 보도를 한다. 이후에는 한동안 TV조선의 후속보도가 나오지 않았다. 2016년 9월 23일 SBS뉴스에 의하면, 미르재단 설립 당시에 삼성, 현대자동차, SK, LG, 포스코 등 기업 30곳으로부터 486억 원의 기부금을 조성했다. TV조선이 우병우 수석에 관련된 청와대의 눈치를 본다는 말이 나왔지만 TV조선은 2016년 10월 29일 그렇지 않다고 해명했다.

### 이화여대 사태
2016년 7월 이화여자대학교가 평생교육 단과대학 지원사업에 선정된 이후 학내 논란이 일었다. 최경희 총장은 교육부의 재정지원 사업을 연이어 따냈었다. 2016년 9월 이화여자대학교 학생들은 1,939건의 민원을 국회와 정부에 제기하는 등 정부의 재정감사와 정감사 등을 요구했다. 2016년 9월 말 국정감사에서 정유라의 입학 등 비리가 거론되면서 박근혜 정부의 재정 지원과 입학 사이에 연관성이 제기되었다.

### 최순실 사태
- 2016년 12월 3일 - 더불어민주당, 국민의당, 정의당과 무소속 의원 171명이 헌법과 법률 위반을 이유로 "대통령(박근혜) 탄핵소추안"을 국회에서 발의했다.

- 2016년 12월 9일 - 탄핵소추안이 국회에서 가결되었다. 박근혜 대통령은 국회로부터 탄핵 소추 의결서를 받는 동시에 헌법상 대통령 권한 행사가 정지되었다.

## 탄핵 소추
| 대한민국 국회 대통령(박근혜) 탄핵소추안  | 대한민국 국회 대통령(박근혜) 탄핵소추안  |
| 재적 300명 중 2/3 이상인 200명 동의 필요 | 재적 300명 중 2/3 이상인 200명 동의 필요 |
| 선택                                     | 득표                                     |
| ---------------------------------------- | ---------------------------------------- |
| 가                                       | 234 / 300                                |
| 부                                       | 56 / 300                                 |
| 기권                                     | 2 / 300                                  |
| 무효                                     | 7 / 300                                  |
|                                          |                                          |
| 미투표                                   | 1 / 300                                  |

2016년 12월 3일 오전 4시 10분, 더불어민주당, 국민의당, 정의당과 무소속 의원 171명이 헌법과 법률 위반을 이유로 "대통령(박근혜) 탄핵소추안"을 국회에서 발의했다. 우상호 더불어민주당 원내대표, 박지원 국민의당 원내대표, 노회찬 정의당 원내대표가 대표 발의했으며, 구체적인 사유로는 헌법과 법률 위반이 제시되었다. 헌법 위반 행위로는 최서원을 비롯한 측근들이 정책에 개입하고 국무회의에 영향력을 행사토록 했다는 점에서 대의민주주의 의무를 위배했으며, 이들이 인사에 개입하여 직업공무원제 위반, 사기업에 금품 출연을 강요하고 뇌물을 수수했다는 점에서 국민 재산권 보장·시장경제질서 및 헌법수호 의무를 위반했다고 지적했다. 또한 2014년 4월 16일에 발생한 세월호 침몰 사고에 대한 대응 실패로 헌법 제10조인 '생명권 보장'을 위반했으며, 국민의 생명과 안전을 보호하기 위한 적극적 조치를 취하지 않아 직무 유기에 가깝다고 적시했다. 법률 위반 행위로는 재단법인 미르와 재단법인 케이스포츠에 삼성과 SK, 롯데 등의 기업이 출연한 360억 원을 뇌물로 판단했고, 롯데가 70억원을 추가 출연한 것 등에 대해 뇌물죄와 직권남용, 강요죄를 적용했다.
국회는 2016년 12월 8일 대통령(박근혜) 탄핵소추안을 본회의에 보고하였다. 그리고 다음날(12월 9일) 표결에 들어갔다. 이 투표에서 투표자 299명 중 가 234표, 부 56표, 기권 2표, 무효 7표으로 탄핵소추안이 가결 투표 불참가 1인은 새누리당의 최경환 의원이다.되었다. 이날 국회 방청석 중 더불어민주당은 당에게 할당된 의석을 세월호 침몰 사고 유가족에게 방청석을 배정했다. 표결을 참관한 세월호 유가족들은 탄핵소추가 가결되자 눈물을 흘렸다.
이로써 박근혜 대통령은 탄핵소추안이 청와대에 도착한 때부터 헌법재판소의 선고가 있을 때까지 직무정지가 되었는데, 12월 9일 오후 7시 3분부터 임기가 정지되었다. 직무가 정지되기 직전 박근혜가 민정수석비서관 최재경의 사표를 수리하고 후임자로 조대환을 임명해 논란이 일었다.
박근혜 대통령 탄핵 소추안의 가결로 인해 황교안 국무총리가 헌정 사상 9번째로 대통령 권한을 대행하게 되었다.

## 탄핵소추안 내용 요약
- 헌법 위배행위

가. 국민주권주의(헌법 제1조), 대의민주주의(헌법 제67조 제1항),
국무회의에 관한 규정(헌법 제88조, 제89조),
대통령의 헌법수호 및 헌법준수의무(헌법 제66조 제2항, 제69조) 조항 위배
나. 직업공무원 제도(헌법 제7조), 대통령의 공무원 임명권(헌법 제78조), 평등원칙(헌법 제11조) 조항 위배
다. 재산권 보장(헌법 제23조 제1항), 직업선택의 자유(헌법 제15조), 기본적 인권보장 의무(헌법 제10조),
시장경제질서(헌법 제119조 제1항),
대통령의 헌법수호 및 헌법준수의무(헌법 제66조 2항, 제69조) 조항 위배
라. 언론의 자유(헌법 제21조 제1항), 직업선택의 자유 (헌법 제15조) 조항 위배
마. 생명권 보장(헌법 제10조) 조항 위배
- 법률 위배행위

가. 재단법인 미르, 재단법인 케이스포츠 설립 모금 관련 범죄
나. 롯데그룹 추가 출연금 관련 범죄
다. 최서원 등에 대한 특혜 제공 관련 범죄
(1) 케이디코퍼레이션 관련 특정범죄 가중처벌 등에 관한 법률 위반(뇌물)죄, 직권남용권리행사방해죄, 강요죄
(2) 플레이그라운드 관련 직권남용권리행사방해죄, 강요죄
(3) 주식회사 포스코 관련 직권남용권리행사방해죄, 강요죄
(4) 주식회사 KT 관련 직권남용권리행사방해죄, 강요죄
(5) 그랜드코리아레저 관련 직권남용권리행사방해죄, 강요죄
라. 문서 유출 및 공무상 취득한 비밀 누설 관련 범죄

## 탄핵 심판
12월 9일 탄핵소추안이 헌법재판소에 전달되어 탄핵 심판이 개시되었다(사건번호: 2016헌나1).
탄핵소추위원은 새누리당 3명, 민주당 3명, 국민의당 2명, 정의당 1명이고 소추위원장은 새누리당 권성동 국회 법제사법위원장이다.
헌법재판소는 12월 9일 소추서를 접수받자마자 답변을 12월 16일까지 제출하라는 답변요구서를 인편으로 피청구인측에 송달하였다. 주심은 강일원 헌법재판관이 배당되었고 주심인 강 재판관과 김이수 재판관을 제외한 7명은 접수 당일 회의를 열었다.
12월 12일 김이수 재판관을 제외한 8인이 회의를 열었다. 헌재는 소추 사유를 선별 심리해 탄핵 사유로 인정되면 나머지 사유를 판단하지 않을지, 결과와 상관 없이 모두 심리할 지에 대해 '법률상 선별 심리가 불가능하다'며 모두 심리한다고 밝혔다. 12월 14일, 변론 준비절차를 주재하는 수명재판관에 강일원 재판관(주심)과 이정미 재판관, 이진성 재판관이 지명됐다. 2016년 12월 16일 박근혜 대통령 측은 탄핵이 부당하다는 답변서를 제출했다.
헌법재판소는 12월 22일 1차 변론 준비 절차에서 박근혜 대통령의 헌법과 법률 위배 혐의 소추 사유를 5가지 유형으로 압축시켰다. 5가지 유형은 1. 비선조직 운영으로 국민주권주의와 법치주의 위배 2. 대통령 권한 남용 3. 언론 자유 침해 4. 세월호 참사 관련 생명권 보호 의무 위반 5. 뇌물 수수와 관련한 각종 위배 행위이다. 12월 27일 2차 준비절차에서 1차 변론을 2017년 1월 3일 오후 2시, 2차 변론은 1월 5일 오후 2시에 열기로 결정했다. 첫 변론은 피청구인 박근혜 측의 불참으로 9분만에 끝났고, 2차 변론에서는 양측이 공방을 벌였다.

## 관련 헌법 재판
2016년 11월 2일, 한 대한민국 국민은 대통령에 대한 탄핵소추 절차를 진행하지 않는 것은 직무유기라며 부작위 확인 헌법소원을 제출하였다. 헌법재판소는 탄핵소추는 국회의 고유권한이라며 11월 23일 헌법소원을 각하하였다. 11월 24일 경제정의실천연합은 박근혜 대통령 직무정지 가처분과 박근혜 대통령의 위법행위에 대한 위헌 확인 헌법소원을 제출하였다.

## 심판 결과
| 피청구인측 주장                                                                                                  | 판단 |
| --- | --- |
| 소추의결서에 기재된 소추사실이 구체적으로 특징되지 아니하였다.                                                   | (흠결 없음) 헌법 위배행위 부분이 분명하지 않는 측면이 있지만 법률 위배행위 부분과 종합하여 보면 소추사유를 특정할 수 있다. |
| 탄핵소추안을 의결할 당시 국회 법사위의 조사도 없이 공소장과 신문기사 정도만 증거로 제시되었다.                   | (흠결 없음) 국회의 의사절차의 자율권은 권력분립의 원칙상 존중되어야 한다. 국회법에 의하면 탄핵소추발의시 사유조사 여부는 국회의 재량으로 규정하고 있다. |
| 소추의결이 아무런 토론 없이 진행되었다.                                                                          | (흠결 없음) 국회법상 반드시 토론을 거쳐야 한다는 규정은 없으며, 토론을 희망한 의원은 한 사람도 없었고 국회의장이 토론을 막은 사실도 없다. |
| 탄핵 사유는 개별 사유별로 의결절차를 거쳐야 함에도 여러 개 탄핵사유 전체에 대하여 일괄하여 의결한 것은 위법하다. | (흠결 없음) 표결 방법은 소추안을 발의하는 국회의원의 자유로운 의사에 달린 것이며, 표결 방법에 관한 어떠한 명문규정도 없다. |
| 8인 재판관에 의한 선고가 9인 이상으로 구성된 재판부로부터 공정한 재판을 받을 권리를 침해하였다.                  | (흠결 없음) 헌법과 법률에서는 탄핵의 결정을 할 때에는 재판관 6인 이상의 찬성이 있어야 하고, 재판관 7인 이상의 출석으로 사건을 심리한다고 규정하고 있다. 피청구인측 주장은 현재와 같이 대통령 권한대행이 헌법재판소장을 임명할 수 있는지 논란이 되고 있는 상황에서는 결국 심리를 하지 말라는 주장으로서, 탄핵소추로 인한 대통령의 권한정지상태라는 헌정위기 상황을 그대로 방치하는 결과가 된다. |

| 청구인측 주장                                                                     | 판단 |
| --------------------------------------------------------------------------------- | --- |
| 공무원 임면권을 남용하여 직업공무원제도의 본질을 침해하였다.                      | (증거 부족) 문책성 인사를 당하거나 명예퇴직, 면직된 사실을 인정되나 최씨의 사익 추구에 방해가 되었기 때문에 인사를 하였다고 인정하기에는 부족하고, 이유 역시 분명하지 않다. |
| 피청구인이 압력을 행사하여 세계일보 사장을 해임함으로써 언론의 자유를 침해하였다. | (증거 부족) 세계일보에 구체적으로 누가 압력을 행사하였는지 분명하지 않고, 피청구인이 관여하였다고 인정할 만한 증거는 없다. |
| 세월호 사건에 관하여 생명권 보호의무와 직책성실의무를 위반하였다.                 | (사유 안됨) 재난상황 발생시 피청구인이 직접 구조활동에 참여하는 등 구체적이고 특정한 행위의무가 발생한다고 보기 어렵고, 성실한 직책수행의무는 규범적으로 그 이행이 관철될 수 없으므로 사법적 판단의 대상이 될 수 없다. |
| 최서원(최순실)에 대한 국정개입을 허용하여 권한을 남용하였다.                      | (인용) 피청구인은 최서원(최순실)의 이익을 위해 대통령의 지위와 권한을 남용함으로써 공직자윤리법을 위반하였고, 최씨의 이권 개입에 직·간접적인 도움을 줌으로써 기업의 재산권과 기업경영의 자유를 침해하였다. 또한 지시 또는 방치에 따라 직무상 비밀에 해당하는 많은 문건이 유출됨으로써 국가공무원법의 비밀엄수의무를 위배하였다. |

| 결정 |
| --- |
| (탄핵 인용(파면)) 피청구인은 최서원(최순실)의 국정개입 사실을 철저히 숨기며 의혹 제기를 비난하였다. 이로 인해 국회 등 헌법기관에 의한 견제나 언론에 의한 감시장치가 제대로 작동될 수 없었다. 또한 피청구인은 미르와 케이스포츠의 설립, 플레이그라운드와 더블루케이 및 케이디코퍼레이션 지원 등과 같은 최서원(최순실)의 사익 추구에 관여하고 지원하였다. 피청구인의 헌법과 법률 위배행위는 재임기간 전반에 걸쳐 지속적으로 이루어졌고, 국회와 언론의 지적에도 불구하고 오히려 사실을 은폐하고 관련자들을 단속해왔다. 그 결과 피청구인의 지시에 따른 사람들이 부패범죄 혐의로 구속기소되는 중대한 사태에 이르렀다. 이러한 피청구인의 위헌·위법 행위는 대의민주제의 원리와 법치주의 정신을 훼손한 것이다. 대국민 담화에서 진상 규명에 최대한 협조하겠다고 하였으나 검찰과 특별조사에 응하지 않고, 청와대 압수수색마저 거부한 피청구인의 언행을 보면 법 위배행위가 반복되지 않도록 하여야 할 헌법수호의지가 드러나지 않는다. 결국 피청구인의 위헌·위법 행위는 국민의 신임을 배반한 것으로, 헌법수호의 관점에서 용납될 수 없는 중대한 법 위배행위이다. 피청구인의 법 위배행위가 헌법질서에 미치는 영향과 파급효과가 중대하므로, 피청구인을 파면함으로써 얻는 헌법 수호의 이익이 압도적으로 크다. 이에 재판관 전원의 일치된 의견으로 주문을 선고한다. "주문: 피청구인 대통령 박근혜를 파면한다." |

헌법재판소는 2017년 3월 10일 대심판정에서 피청구인 박근혜 대통령을 대통령직에서 파면시키기로 재판관 8명 전원일치로 결정하였다. 헌법재판소는 세계일보 사장 인사 개입, 문화체육관광부 간부 좌천에 대통령이 개입하였는지 확인하기 어렵고 세월호 침몰 사고 당시 대통령이 국가원수와 행정부 수반과 최고 군 통치자로써 전반적인 능동적인 작위적 행위로 헌법상 생명권을 보호할 의무가 있으나 명백한 생명권 보호 침해를 규정할 증거가 없다고 말했다. 하지만 최순실의 국정개입을 통해 사익을 도모하도록 한 것은 헌법과 법률을 위배한 중대한 법 위반이라고 판단하여 박근혜 대통령을 대통령직에서 파면하도록 결정하였다.
재판관 김이수와 이진성은 세월호 참사와 관련해서는 피청구인(박근혜)은 생명권 보호 의무를 위반하지는 않았으나, 헌법상 성실한 직책 수행 의무 및 국가공무원법상 성실 의무를 위반했다고 볼 수 있다고 적은 반면에 성실 의무 위반 자체를 탄핵할 사유로는 충분치 않다는 보충의견을 내었다. 재판관 안창호는 보수/진보라는 이념의 문제를 떠나서 정치적 폐습을 청산하기 위한 조치로서 파면을 해야 한다는 요지의 보충의견을 내었다.

## 같이 보기
- 탄핵
- 박근혜
- 최순실
- 박근혜-최순실 게이트
- 박근혜 정부
- 노무현 대통령 탄핵소추
- 대한민국의 대통령
- 대한민국 제19대 대통령 선거
- 국군기무사령부 계엄령 준비 사건
- 윤석열 대통령 탄핵